# Premio de la Escuadra de Plata
El Premio de Arquitectura de la Escuadra de Plata (Prix d'architecture de l'Équerre d'argent, Silver T-square Award) es un premio de arquitectura francesa. Este premio fue lanzado en 1960 por la revista "Architecture Française" y su director Michel Bourdeau.
Es otorgado anualmente por el grupo Le Moniteur para un edificio francés, completado el año anterior. El premio se divide a partes iguales entre el arquitecto y el propietario de la construcción.

## Ganadores de premios
Los ganadores del premio fueron:
- 1983 - Henri Ciriani para la guardería, Saint-Denis
- 1984 - Christian Devillers para el Parking des Chaumettes, Saint-Denis
- 1985 - Roland Simounet para el Museo Nacional Picasso, París
- 1986 - Adrien Fainsilber para la Cité des Sciences, la Villette, París
- 1987 - Jean Nouvel y Architecture-Studio para el Institut du Monde Arabe
- 1988 - Christian de Portzamparc para la escuela de danza de la Ópera de París, Nanterre
- 1990 - Dominique Perrault para el Hôtel industriel Berlier, París
- 1991 - Renzo Piano para los apartamentos 64 rue de Meaux, París
- 1992 - Denis Valode y Jean Pistre para la fábrica de L'Oréal, Aulnay-sous-Bois
- 1993 - Jean Nouvel y Emmanuel Cattani para la Ópera de Lyon
- 1994 - Henri y Bruno Gaudin para el Stade Charlety de París.
- 1995 - Christian de Portzamparc para la Cité de la Musique de París.
- 1996 - Pierre-Louis Faloci para el Museo de la Civilización Celta en Mont Beuvray
- 1997 - Jean-Marc Ibos y Myrto Vitart para el Palais des Beaux-Arts de Lille.
- 1998 - Rem Koolhaas para una casa cerca de Burdeos.
- 1999 - Marc Mimram para el Puente Solférino
- 2000 - Philippe Gazeau para la ampliación del Centre Sportif Léon Biancotto de París.
- 2001 - Herzog & de Meuron para viviendas sociales en Rue des Suisses, París.
- 2002 - du Besset - Lyon para la médiathèque de Troyes.
- 2003 - Yves Lion y Claire Piguet para la Embajada de Francia en Beirut.
- 2004 - Antoinette Robain y Claire Guieysse para el Centre National de la Danse de Pantin.
- 2005 - Florence Lipsky y Pascal Rollet para la Biblioteca de Ciencias de Orléans-la-Source.
- 2006 - Franck Hammoutène para la ampliación del Ayuntamiento de Marsella.
- 2007 - Nathalie Franck e Yves Ballot para la reestructuración-ampliación de la escuela Nuyens en Burdeos
- 2008 - Marc Barani para las estaciones de tranvía, Niza
- 2009 - Bernard Desmoulin para el conservatorio Léo-Delibes en Clichy
- 2010 - Pascale Guédot para la biblioteca pública de Oloron-Sainte-Marie
- 2011 - Frédéric Druot, Anne Lacaton, Jean-Philippe Vassal para la rehabilitación del Tour Bois-le-Prêtre, París
- 2012 - Jean-Patrice Calori, Bita Azimi, Marc Botineau (agence Cab) para el Childhood Center, La Trinité
- 2013 - Kazuyo Sejima + Ryue Nishizawa, SANAA y Celia Imrey + Tim Culbert, Imrey Culbert para el Museo Louvre-Lens
- 2014 - Arquitectura RDAI para la Cité des métiers Hermès en Pantin
- 2015 - Bernard Quirot architecte + associés para la Maison de santé de Vézelay (Yonne) en Avallon-Vézelay-Morvan
- 2016 - Muoto architecte + para el « Lieu de vie », Campus universitaire Saclay, en Essonne